# Alexia Castilhos
Alexia Castilhos (13 febbraio 1995) è una judoka brasiliana.

## Palmarès
- Campionati panamericani

San Jose 2018: bronzo nei 63kg.